# IC 1903-2
IC 1903-2 — галактика типу E-S0 (еліптична спіральна галактика) у сузір'ї Годинник.
Цей об'єкт міститься в оригінальній редакції індексного каталогу.